# 安托諾-科瓦奇
46°56′33″N 29°45′46″E / 46.94250°N 29.76278°E
安東諾-科瓦奇（烏克蘭語：Антоно-Ковач）是位於烏克蘭西南部的村莊，由敖德萨州羅茲季利納區的大普洛斯凱市鎮負責管轄。該村始建於1852年，面積0.42平方公里，海拔高度83米，2001年人口18，人口密度每平方公里42.86人。